# Gnathophis grahami
Gnathophis grahami és una espècie de peix pertanyent a la família dels còngrids.

## Hàbitat
És un peix marí, demersal i de clima subtropical que viu entre 50 i 350 m de fondària.

## Distribució geogràfica
Es troba al Pacífic sud-occidental: Nova Gal·les del Sud (Austràlia).

## Observacions
És inofensiu per als humans.